# Koordynacja izolacji
Koordynacja izolacji (ang. insulation coordination) - dobór poziomów izolacji urządzeń i poziomów ochrony pozwalający na ograniczenie prawdopodobieństwa trwałego lub przejściowego uszkodzenia izolacji wywołanego przepięciem.